# Kanpur (Cantonment)
Kanpurs garnisonsstad (formellt Kanpur Cantonment Board) är en stad i omedelbar närhet av Kanpur, som är den indiska delstaten Uttar Pradeshs största stad. Folkmängden uppgick till 108 534 invånare vid folkräkningen 2011.